# H9
H9, hay căn cứ Đắc Tuôr, là tên gọi khu căn cứ của Mặt trận Dân tộc Giải phóng miền Nam Việt Nam tại tỉnh Đăk Lăk trong thời kỳ Chiến tranh Việt Nam. H9 ở huyện Krông Bông, từ các xã Yang Mao, Cư Drăm, Cư Pui trải dài đến Hòa Phong, Hòa Lễ và Khuê Ngọc Điền. Vùng này có địa hình hiểm trở, nằm sát chân núi Chư Yang Sin.